# Ainsworth, Iowa
Ainsworth är en ort i Washington County i delstaten Iowa. Enligt 2010 års folkräkning hade Ainsworth 567 invånare.